# Thomas Akers
Thomas Dale Akers (* 20. května 1951 St. Louis, stát Missouri, Spojené státy americké) je americký astronaut, který absolvoval čtyři lety raketoplánem v období let 1990–1996.

## Životopis
Thomas, později přezdívaný Tom, po základní škole absolvoval roku 1969 střední školu (Eminence High School) v Missouri a dostal se na studium aplikované matematiky na University of Missouri. Po jejím absolvování v roce 1975 se vrátil jako učitel na střední školu Eminence, kde strávil čtyři roky. V roce 1979 nastoupil k vojenskému letectvu USAF, zde byl pověřen analýzou dat u raket vzduch-vzduch. V letech 1982–1983 byl testovacím pilotem na Edwardsově letecké základně. Roku 1983 nastoupil major USAF Thomas Akers jako zaměstnanec do Houstonu k NASA, kde v letech 1987-1988 absolvoval výcvik budoucích astronautů. Po něm byl zařazen do kádru astronautů. Po absolvování letů do vesmíru se vrátil učit na universitu Rolla v Missouri.
Tom je ženatý, jeho manželkou je Kaye Lynn rozená Parkerová a mají spolu dvě děti, Daveho a Jessicu.

## Lety do vesmíru
- Poprvé letěl v říjnu 1990 na palubě raketoplánu Discovery. Start byl jako obvykle na kosmodromu Mysu Canaveral (USA, stát Florida). Čtyřdenní mise STS-41 (dle COSPAR katalogizována 1990-090A) na oběžné dráze Země se zúčastnila tato pětice astronautů: Richard Richards, Robert Cabana, Bruce Melnick, William Shepherd a nováček Akers, který zde byl jako letový specialista. Splněným cílem jejich letu bylo dopravit na cestu k Jupiteru dráhu evropskou sondu Ulysses a provést sérii různých pokusů. Přistáli na základně a kosmodromu Edwards v Kalifornii – (Mohavská poušť)
- Za dva roky letěl do vesmíru podruhé v raketoplánu Endeavour na misi STS-49 (COSPAR 1992-026A). Spolu s ním na palubě byli: Daniel Brandenstein, Kevin Chilton, Richard Hieb, Bruce Melnick, Pierre Thuot a Kathryn Thorntonová. Let byl delší, přes 8 dní, hlavním (a s problémy splněným) cílem bylo opravit dráhu 4,5 tunové družici Intelsat 6, která kroužila kolem Země v nevyhovující oběžné dráze.Přistáli na základně Edwards.
- Třetí let absolvoval opět v raketoplánu Endeavour v květnu 1993, krátce před svými 42 narozeninami. Mise STS-64 (COSPAR 1993-075A) se spolu s ním zúčastnili Richard Covey, Kenneth Bowersox, Story Musgrave, kolegyně z předchozího letu Kathryn Thorntonová, Švýcar Claude Nicollier a Jeffrey Hoffman.. Úkolem této skupiny astronautů bylo opravit závadu zrcadla Hubbleova vesmírného dalekohledu, což se jim podařilo. Raketoplán přistál na Floridě.
- Čtvrtým letem byla mise STS-79 (COSPAR 1996-057A) s raketoplánem Atlantis v září 1996. Posádka byla šestičlenná ve složení William Francis Readdy, Terrence Wilcutt, Jerome Apt, Carl Walz a John Blaha. Letěli na orbitální stanici Mir, kde Blaha zůstal jako člen základní posádky, kdežto z Miru se vrátila na Zem po rekordním, 188 denním pobytu Shannon Lucidová. Sebou raketoplán vezl také laboratoř Spacehab, kterou využili k plnění úkolů. Přistáli bez problémů na Floridě.

Thomas Akers je registrován jako 232 kosmonaut Země s téměř 34 dny strávenými v kosmu. Při čtyřech výstupech do volného prostoru (EVA) strávil ve skafandru téměř 30 hodin

### Lety v kostce
- STS-41 Discovery (raketoplán) start 6. říjen 1990, přistání 10. říjen 1990
- STS-49 Endeavour (raketoplán) start 7. květen 1992, přistání 16. květen 1992
- STS-64 Endeavour start 2. prosinec 1993, přistání 13. prosinec 1993
- STS-79 Atlantis (raketoplán) start 16. září 1996, přistání 26. září 1996